# Andrei Blaier
Andrei Blaier (Bucarest, 16 de maig de 1933 - 1 de desembre de 2011) va ser un director de cinema i guionista romanès.

## Biografia
Va completar els seus estudis a la Universitat Nacional de Teatre i Art de Cinema "Ion Luca Caragiale" el 1956. Després va començar a establir-se com a director de cinema per a documentals i llargmetratges. Algunes de les seves obres han estat projectades a festivals internacionals de cinema i algunes d'elles han rebut premis. La pel·lícula Mingea (El ball, 1958) fou seleccionada al 1r Festival Internacional de Cinema de Moscou.
L'1 de desembre de 2011, Blaier va morir als 78 anys a la seva llar de Bucarest després d'una llarga malaltia. Pocs mesos abans de la seva mort, el Consell Nacional per a l'Estudi dels Arxius de la Securitate (en romanès Consiliul Național pentru Studierea Arhivelor Securității) va anunciar que Blaier va ser contractat com a informador per l'antig, Securitate, i qu havia realitzat o iniciat diverses condemnes i investigacions sobre cineastes.

## Filmografia
- Ora „H” (1956)
- Prima melodie (1958)
- Mingea (1958)
- Furtuna (1960)
- A fost prietenul meu (1962)
- Casa neterminată (1964)
- Diminețile unui băiat cuminte (1967)
- Apoi s-a născut legenda (1968)
- Vilegiatura (1971)
- Pădurea pierdută (1971)
- Cireșarii (sèrie de televisió, 1972)
- Ilustrate cu flori de câmp (1975)
- Prin cenușa imperiului (1976/1978)
- Urgia (1977)
- Trepte spre cer (1977)
- Totul pentru fotbal (1978)
- Lumini și umbre (1979–1982)
- Întunericul alb (1982)
- Rîdeți ca-n viață (1983)
- Fapt divers (1984)
- Bătălia din umbră (1986)
- Vacanța cea mare (1988)
- Dreptatea (1989)
- Momentul adevărului (1989)
- Divorț... din dragoste (1992)
- Crucea de piatră (1993)
- Terente – regele bălților (1995)
- Dulcea saună a morții (2003)